# 戌の満水

戌の満水（いぬのまんすい）は、1742年（寛保2年）8月に信濃国（現在の長野県）の千曲川と犀川流域で発生した大洪水である。「寛保の洪水・高潮」と呼ばれる本州中部を襲った大水害であり、大阪付近に上陸し関東地方を経て三陸沖に抜けた台風と前線が大雨の原因と考えられている。

## 概要

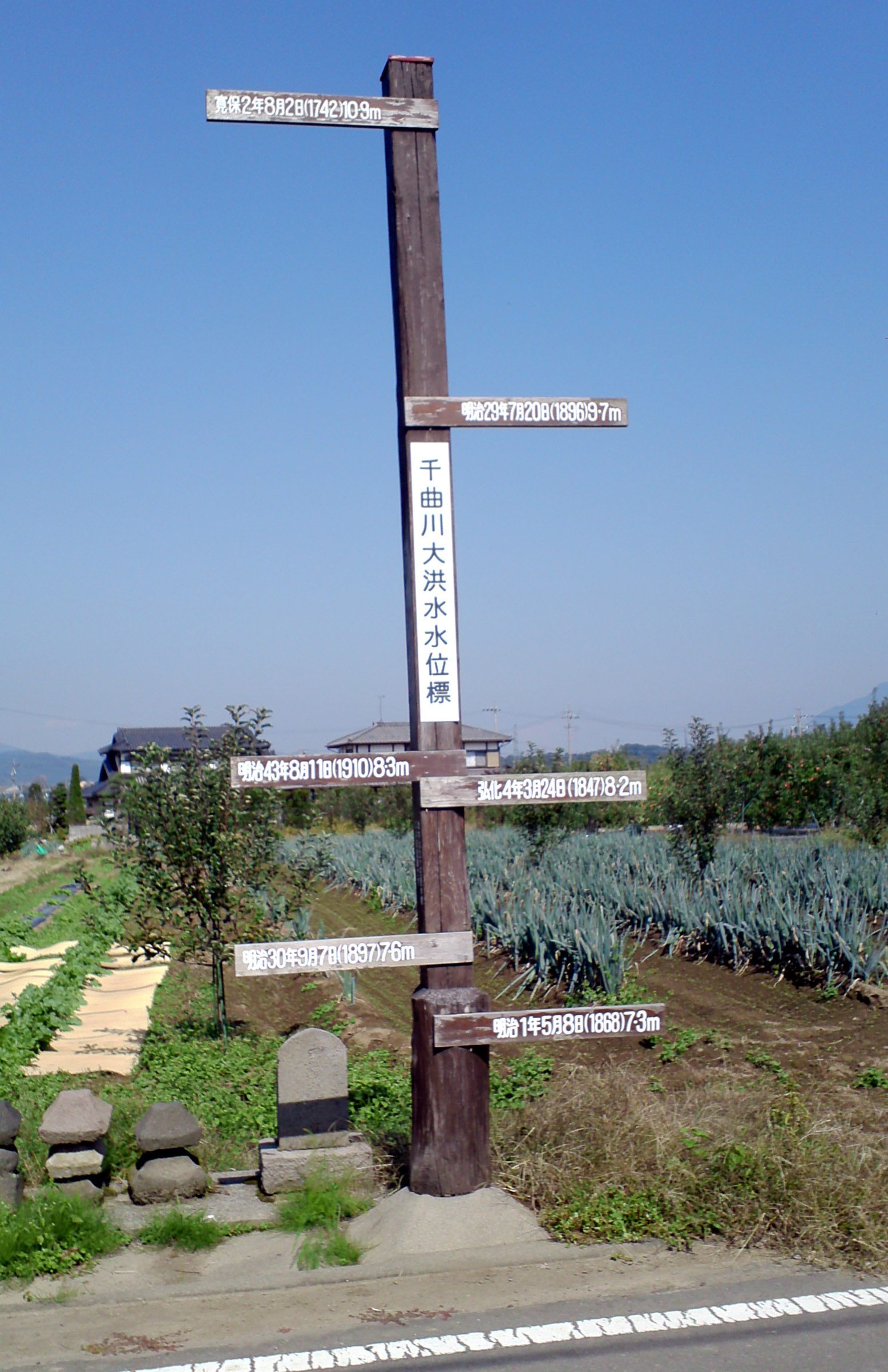
長野県小布施町にある洪水水位標。地面が水位約6.9m で、一番上が、寛保2年の氾濫水位 10.7mを示す。

寛保2年が壬戌（みずのえいぬ）の年にあたるため、被害の大きかった千曲川流域では「戌の満水」と呼ぶ。
信濃国の千曲川・犀川流域では旧暦8月1日（1742年8月30日）の被害が特に大きく、280年以上を経過した現在でもお盆の墓参りとは別に、その犠牲者供養のため新暦の8月1日に墓参をする風習が残っており、この日を特別の休日として採用情報に掲載する企業もある。
その被害の大きさは、各地の伝承や文書記録、慰霊碑などによって伝えられているが、流域全体で2800人以上の死者を出し、田畑の流出も広範囲に渡る未曾有の大災害だった。千曲川本流の増水による堤防決壊だけで無く、山沿いでは小河川の氾濫も各所で発生した。氾濫した水量は2億3200 km3 との推定がある
長野市の玅笑寺本堂の柱の記録を元に、長野市と周辺市町村の数カ所には洪水時の水位を示した洪水水位標が建てられている。また、伝聞によれば、現在の立ヶ花水位観測点付近の水位は、36尺(10.9 m)と推定されている。

## 洪水規模の推定
山田啓一(1989)は、1959年（昭和34年）7号台風号の際に生じた洪水（立ヶ花水位10.44m）と比較し、犀川水系の水量は同程度であったが千曲川（上田・佐久地域）の水量は3倍程度と推定している。

## 経過
- 1742年8月26日（27日）ごろから雨が降り始める[8]。
- 1742年8月28日からの大風雨で、近畿・中部地方の諸河川が氾濫する。
- 1742年8月30日（旧暦 寛保2年8月1日）には台風が江戸を襲い、高潮が重なり大名屋敷に至るまで水浸しにした。この日、千曲川にも大洪水が発生し、現在の佐久穂町などで集落全体が流出するなど被害が拡大する。（寛保の洪水・高潮）
- 1742年9月1日（旧暦 寛保2年8月3日） 上流で降った雨が利根川・荒川・多摩川の下流に押し寄せたため、流域が一斉に大洪水になり、関八州全域に被害が及び、田畑の水没流出は80万石に及んだ。（寛保二年江戸洪水）
- 1742年9月6日（旧暦 寛保2年8月8日） 江戸周辺では日々水かさが減っていたところ、再度の暴風雨により再び洪水となった。
- 1742年9月21日 幕府（将軍徳川吉宗）が勘定方に水害地の巡視を命じる。

## 影響
- 小諸城周辺では、浅間山の前掛山付近の山が崩れ天然ダムを形成し、それが決壊して土石流が成就寺あたりに流れこみ、六供、田町、本町、大手門、足柄門、三ノ門、馬場裏、袋町、押兼五郎左衛門屋敷庭より裏門塀を押し流した[9]。
- 善光寺平（長野盆地）の千曲川流域にある松代城下は、「日暮硯」で有名な恩田木工民親（松代藩家老）の25歳の年にこの戌の満水に襲われ、城の一番高い石垣も水没し藩主も舟で避難したと伝えられ甚大な被害を受けた。国役金170両の延納を願い出たほか、この被害救済と農地減少のため松代藩が幕府から1万両の借金（拝借金）をせざるを得なくなり、そのため藩政が疲弊し、真田騒動の一因となった。恩田木工による倹約財政を基本とした藩政改革はその収拾のためだった。
- 千曲川を外堀として築造された松代城であったが、その後約1.5km離れた現在の流路に河道が変更される工事が施されたと伝えられている。
- また，武水別神社についても元は正方形であった境内が東側を洪水に削られて現在見られる東西約70m×南北約380ｍの長方形になったとの伝説がある。

## 史料
- 戌の満水 NPO長野県図書館等協働機構 信州地域史料アーカイブ